# Xanthoperla kishanganga
Xanthoperla kishanganga är en bäcksländeart som först beskrevs av Aubert 1959.  Xanthoperla kishanganga ingår i släktet Xanthoperla och familjen blekbäcksländor. Inga underarter finns listade i Catalogue of Life.